# Treska
Treska (albanska: Treskë, makedonska: Треска) är ett vattendrag i Nordmakedonien. Det ligger i den centrala delen av landet, 7 kilometer väster om huvudstaden Skopje.
Trakten runt Treska består till största delen av jordbruksmark. Runt Treska är det ganska tätbefolkat, med 67 invånare per kvadratkilometer.